# ラ・プラタ戦争
ラ・プラタ戦争（ラ・プラタせんそう、スペイン語: Guerra Platina、ポルトガル語: Guerra do Prata）は、ブラジル帝国、ウルグアイ、アルゼンチンのエントレ・リオス州とコリエンテス州の大同盟とアルゼンチン連合の間の戦争である。1851年8月18日から1852年2月3日まで行われた。
この戦争はアルゼンチンとブラジル間におけるラ・プラタ地域の覇権とウルグアイとパラグアイに対する影響力をめぐる争いの一端であった。戦闘はウルグアイ、アルゼンチン北東部、ラプラタ川で発生した。長きにわたるウルグアイ内戦（「大戦争」）を含むウルグアイの内部分裂はラ・プラタ戦争の原因の1つだった。

## 概要
1850年、ラ・プラタ地域は政情不安に見舞われた。ブエノスアイレス州知事フアン・マヌエル・デ・ロサスは、他のアルゼンチン諸州に対する独裁支配権を得たが、一連の地域反乱に悩まされた。ウルグアイも1828年にシスプラティーナ戦争で独立して以来、内戦に苦しんでいた。ロサスはウルグアイ内戦でブランコ党を支持、アルゼンチンによる元リオ・デ・ラ・プラタ副王領併合まで目論んだ。これはウルグアイ、パラグアイ、ボリビアの支配を意味した。副王領の一部がブラジルのリオグランデ・ド・スル州に組み込まれたため、この野望はブラジルの利益と主権も脅かした。
ブラジルは、ロサスの脅威を積極的に取り除こうとした。1851年、ブラジルはアルゼンチンから離脱した（フスト・ホセ・デ・ウルキーサを指導者とする）エントレ・リオス州とコリエンテス州の2州、そしてウルグアイの反ロサス政党であるコロラド党と手を組んだ。続いてパラグアイとボリビアとも防御同盟を締結して南西部国境を安定させた。同盟による包囲網が結成しつつある中、ロサスはブラジルに宣戦布告した。
同盟軍はまずウルグアイ領に進軍、ロサスを支援していたマヌエル・オリベ率いるブランコ党の軍勢を撃破した。その後、同盟軍は分割され、本軍が陸路から進軍してロサスの守備軍に対処しつつ、別働隊が海路からブエノスアイレスに襲撃した。
ラ・プラタ戦争は1852年に同盟軍がカセーロスの戦いに勝利したことで終結した。この勝利によりブラジル帝国は南米の大半における覇権を確立、国内でも経済と政治の安定期が訪れた。ロサスが亡命したことでアルゼンチンは統一を進めた。しかし、ラ・プラタ戦争の終結はラ・プラタ地域の問題を解決せず、以降もウルグアイの政争、アルゼンチンの長い内戦、そして新興国パラグアイの領土主張が不安要素になった。その後の20年間にも影響力と領土をめぐる争いにより国際戦争が2度おきた（ウルグアイ戦争とパラグアイ戦争）。

## 背景

### ロサスのアルゼンチン統治

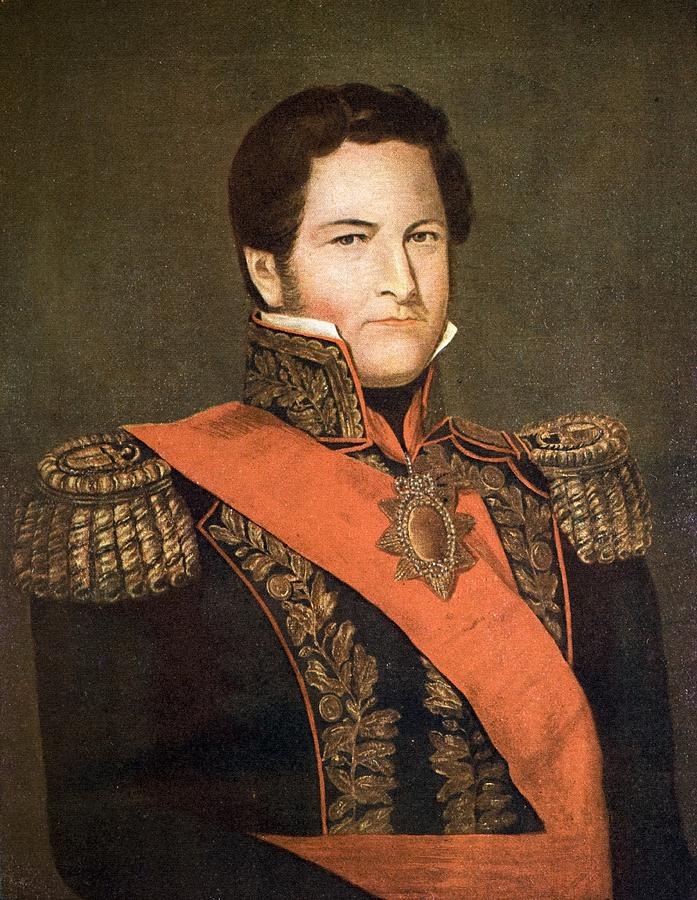
アルゼンチン連合の独裁者フアン・マヌエル・デ・ロサス。

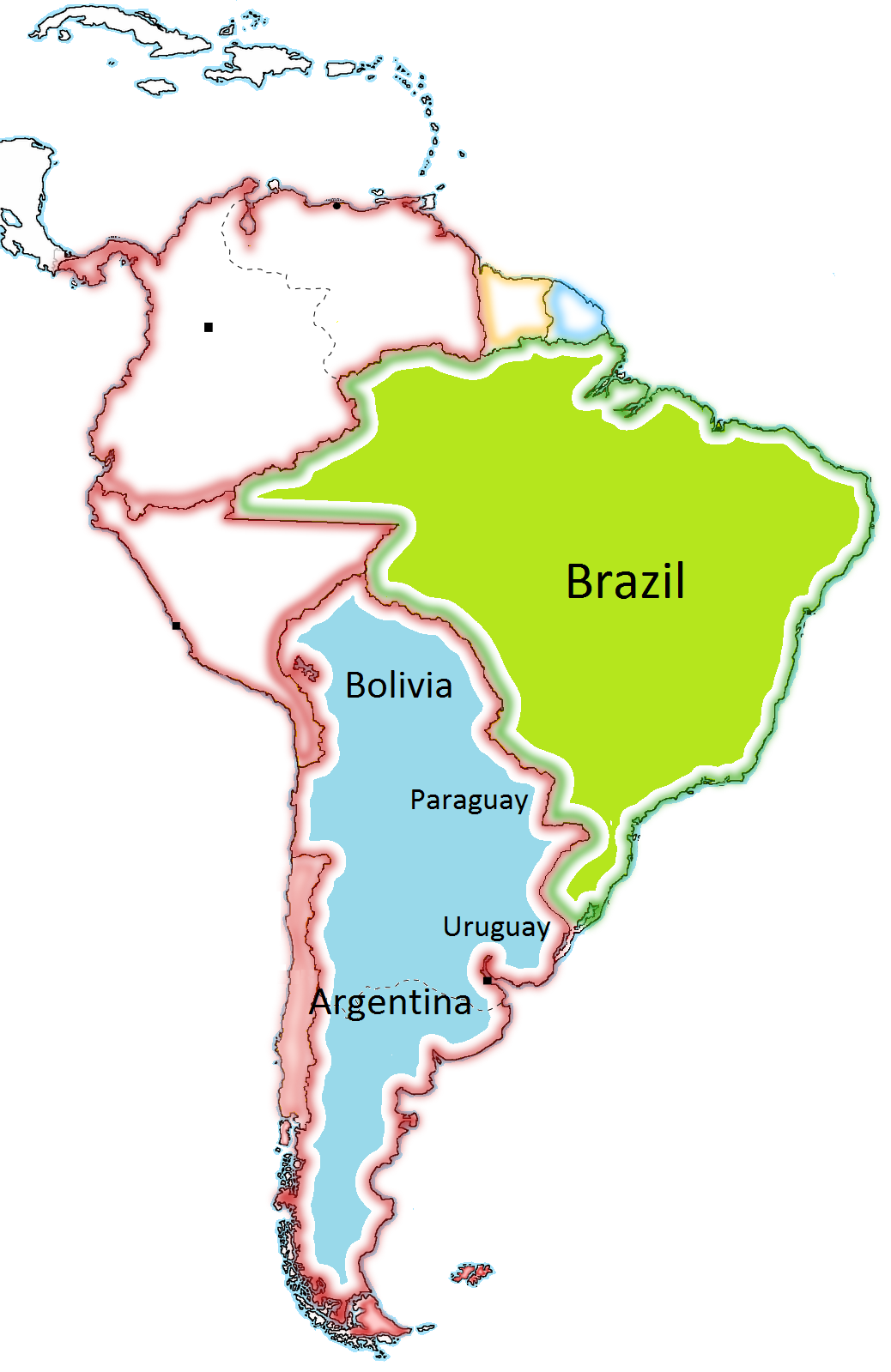
元リオ・デ・ラ・プラタ副王領（青）、ポルトガル領ブラジル（緑）。イスパノアメリカ独立戦争以降、副王領はアルゼンチン、ボリビア、ブラジル、パラグアイ、ウルグアイの5か国に分裂した。

1828年にシスプラティーナ戦争が終結した後、短期間の無政府状態を経てフアン・マヌエル・デ・ロサスがブエノスアイレス州知事に就任した。ロサスは名目上ではほかの州知事と同程度の権力しか有さなかったが、実質的にはアルゼンチン連合全体を支配した。彼は地域自治権を求める連邦党の一員だったが、実際にはほかの州をも支配する独裁者だった。彼はアルゼンチンを20年間統治したが、彼の統治期に連邦党と統一党の武装衝突が再開してしまった。
ロサスは元リオ・デ・ラ・プラタ副王領を再建して、アルゼンチンを中心とする、強力な共和制国家を建国しようとした。19世紀初頭のアルゼンチン独立戦争により、副王領は数か国に分裂した。アルゼンチンが副王領の再統一を果たすにはボリビア、ウルグアイ、パラグアイの3か国、そしてブラジル帝国の南部地域の一部を併合しなければならなかった。ロサスはまず、この考えに同意する同盟相手を見つける必要があった。時には近隣諸国の内政に介入して、アルゼンチンとの連合の支持者を援助したり、反乱や戦争のための資金を提供する必要もあった。

### パラグアイ
パラグアイは1811年より自身を独立国としてみなしていたが、他国からは承認されなかった。例えば、アルゼンチンはパラグアイを反乱を起こしている州とみなした。パラグアイの独裁者ホセ・ガスパル・ロドリゲス・デ・フランシアは自身の権力とパラグアイのアルゼンチンからの独立を維持するためには鎖国政策が最良であると考えた。その結果、パラグアイは1840年まで他国との外交関係の樹立を避けた。1840年にフランシアが死去すると、後継者のカルロス・アントニオ・ロペスはこの政策を変更し、1841年7月に条約を2件締結した。この2条約とはロサスのアルゼンチンから離脱したコリエンテス州との「友好通商航海」と「国境」協定である。一方、ロサスはパラグアイへの圧力を強めた。彼はパラグアイの独立承認を引き続き拒否し、パラナ川を封鎖した。

### ウルグアイ内戦

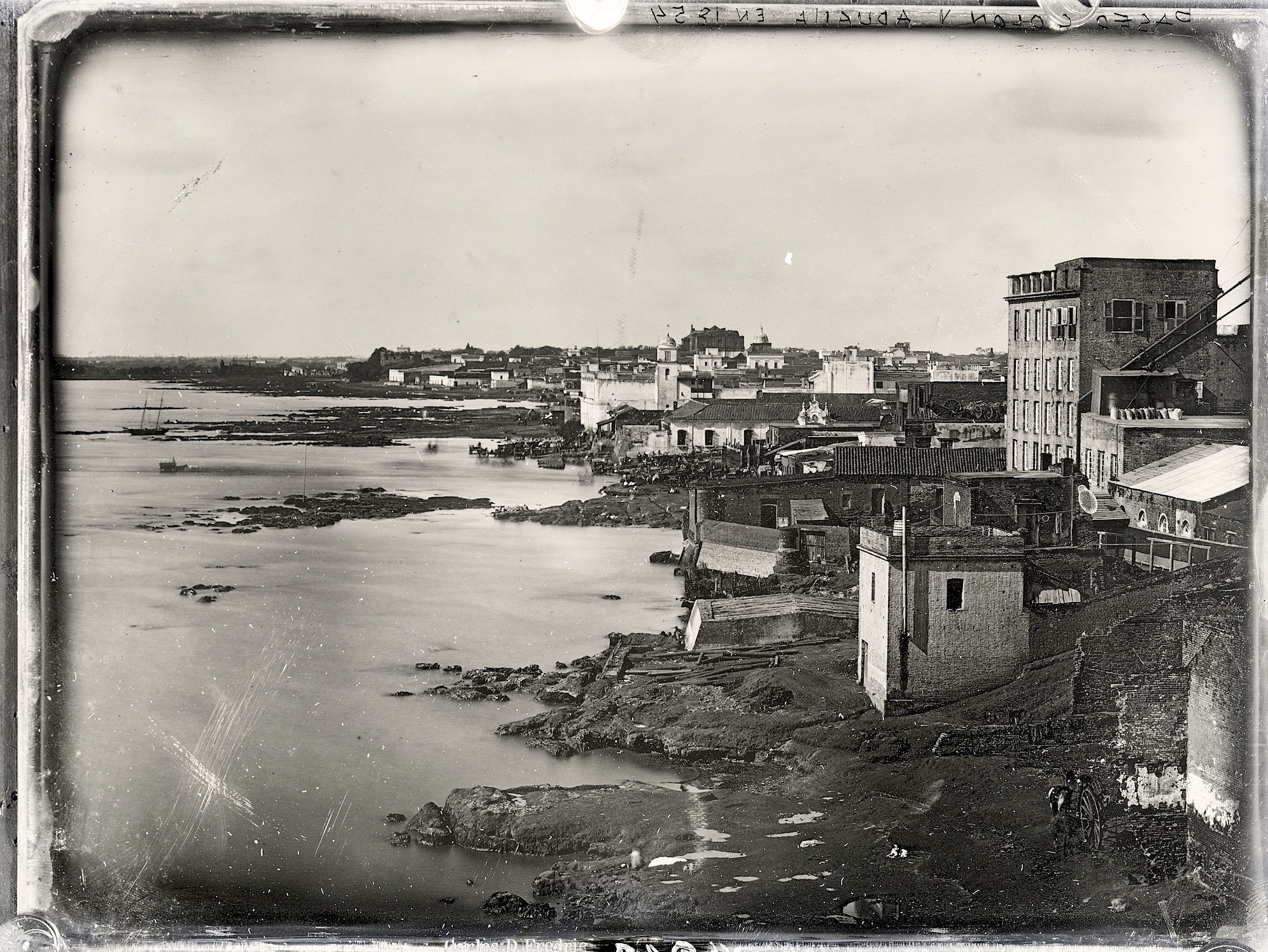
ブエノスアイレスからみるラプラタ川、1852年。ブエノスアイレスはアルゼンチンの首都で、ロサスの権力の中心地であった。

旧ブラジル領シスプラチナ州は1820年代のシスプラティーナ戦争以降、ウルグアイ東方共和国として独立した。しかし、ウルグアイはすぐにフアン・アントニオ・ラバリェハ率いるブランコ党とフルクトゥオソ・リベーラ率いるコロラド党の間の内戦に巻き込まれた。
ラバリェハはすぐに近隣のブエノスアイレスを治めるロサスからの軍事援助と財政援助に期待できることを発見した。1832年より、ラバリェハはリオグランデ・ド・スル州出身の軍人ベント・ゴンサウヴェス・ダ・シウヴァからの援助を受けるようになった。ゴンサウヴェスは1835年にロサスに唆されてブラジル政府に対し反乱した。その最終目標はアルゼンチンにリオグランデ・ド・スル州の併合を許すことだった。ラバリェハとゴンサウヴェスはウルグアイで軍事行動を起こし、住民に暴力と略奪をはたらいた。しかし、ゴンサウヴェスはロサスとラバリェハを裏切り、リベーラに味方した。2人は続いてウルグアイを侵攻、首都モンテビデオを除くウルグアイの大半を占領した。当時のウルグアイ大統領でブランコ党に属したマヌエル・オリベは辞任してアルゼンチンに逃亡した。
ロサスはウルグアイをアルゼンチンの属国に戻し、ゴンサウヴェスに復讐することを決めた。これにより、度重なる介入が行われた。1839年、ラバリェハ、オリベ、フスト・ホセ・デ・ウルキーサ（エントレ・リオス州知事）率いる軍勢がリベーラに撃退された。これ以降、ラバリェハは内戦から身を引いた。1845年、ロサスは再びオリベとウルキーサ率いるアルゼンチンとウルグアイの軍勢を派遣、今度はリベーラの軍勢を撃破して、残党を殺戮した。リベーラは逃亡に成功した数少ない人々の1人であり、リオデジャネイロに逃亡した。コロラド党の残党がモンテビデオに立てこもる中、オリベの軍勢はモンテビデオを包囲した。ウルグアイにおける暴力がエスカレートし、オリベの軍勢がウルグアイ人17,000人、アルゼンチン15,000人を殺害した。
オリベがウルグアイの大半への支配を確保したことで、ブラジル南部への侵攻が可能になった。彼の軍勢は進軍しつつ牛を盗んだり、農場を略奪したり、政敵を粛清したりした。ブラジルの農場188か所以上が襲撃され、牛814,000頭と馬16,950頭が盗まれた。現地のブラジル人は独自に報復し、ウルグアイに襲撃した。これは「カリフォルニアス」（Califórnias）と呼ばれるになったが、カリフォルニア州がメキシコに反乱して短期間独立し、やがてアメリカ合衆国に併合されるときにおきた暴力に由来する呼称だった。ロサスがブランコ党支持の姿勢を崩さなかったため、ウルグアイの多くの地域が無政府状態に陥った。これにより貿易が脅かされるようになったため、イギリスとフランスがアルゼンチンに宣戦布告してラプラタ川を封鎖するに至った。ブエノスアイレスは英仏連合艦隊の度重なる攻撃を受けたが、アルゼンチンの抵抗が奏功したため1849年にアラナ・サザン条約で講和した。

### ブラジルの反応

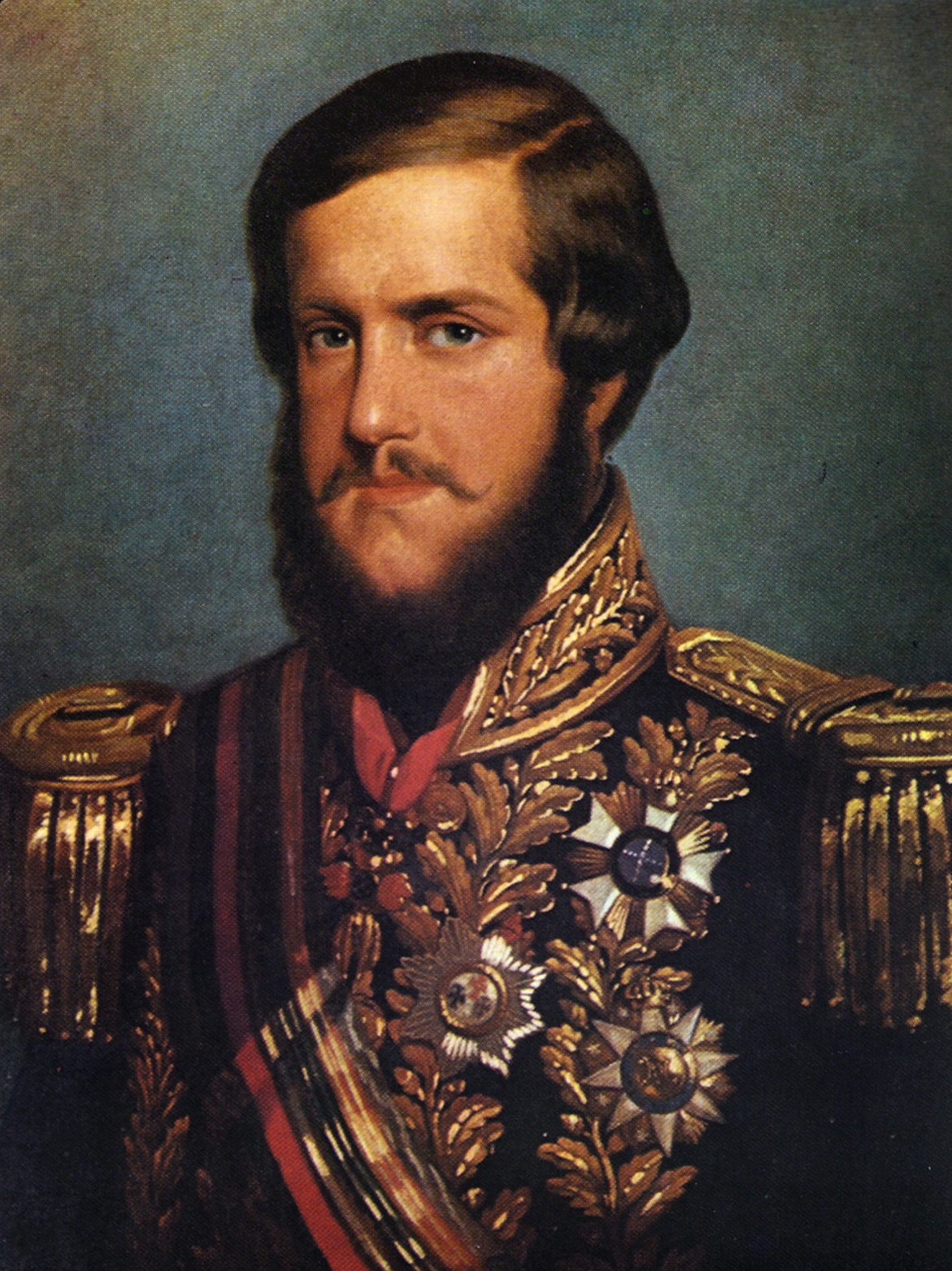
ラ・プラタ戦争期のブラジル皇帝ペドロ2世。

19世紀中期、ブラジル帝国はラテンアメリカで最も裕福な国、そして最も有力な国であった。ブラジルは民主的な制度と君主立憲制のもとで繁栄し、ラテンアメリカでよく見られたカウディーリョ、独裁者、クーデターの脅威とも無縁であった。しかし、ブラジル皇帝ペドロ2世の幼少期にあたる1830年代にはいくつかの州での権力闘争により反乱がおき、うちファラーポス戦争は前出の通り、ベント・ゴンサウヴェス・ダ・シウヴァ率いる反乱であった。
ブラジル帝国にとって、アルゼンチン連邦党の拡張主義的な計画は国の存続にかかわる危機であり、ブラジルの南に位置する諸国に対するブラジルの覇権への脅威でもあった。もしアルゼンチンがパラグアイとウルグアイの併合に成功してリオ・デ・ラ・プラタ副王領を再建した場合、ラプラタ川もその支配下に置かれ、リオデジャネイロとマットグロッソ州の連絡が切断される恐れが出てくる。河川の交通が断たれた場合は陸路が使えるが、水路では数日かかるのに対し、陸路は数か月かかる。また、ロサスに侵攻される恐れがあるため、ブラジルはアルゼンチンと国境を隣接したくなかった。
ロサスの脅威をめぐり、ブラジルの内閣はその解決策について意見が相違した。閣僚の一部はブラジルの戦争準備が整っていないと感じ、敗北した場合は1820年代にシスプラチナを失ったとき、ペドロ2世の父ペドロ1世が退位したように政局が混乱すると考えて、なんとしても平和裏に解決すべきと主張した。ほかの閣僚は軍事行動でしか脅威を取り除けないと主張した。しかし、1849年にはタカ派のパウリーノ・ソアレス・デ・ソウサ（後にウルグアイ子爵）がブラジル外相に就任した。彼は外国援助に頼らずにアルゼンチンの脅威に対処するとの考えを明らかにし、「帝国政府はラ・プラタ地域の事柄に関連するフランスなどのヨーロッパ諸国との同盟を望まない。これらの事柄は（わが国と）緊密な関係を擁する国によって解決されなければならない。[...]帝国政府はヨーロッパのアメリカに対する影響力を容認しない。」と宣言した。すなわち、ブラジル帝国はその勢力圏を南米全体に広げようとしたのであった。
ブラジルの内閣はラ・プラタ地域の複雑な情勢の解決策として、下記のようなリスクの高い策を選択した。ブラジル陸軍を築き上げるために徴兵することは資金がかかるため、徴兵はせず、代わりに常備軍に頼った。ブラジルは派遣軍を送り、ラ・プラタ地域を守備した。当時、ブラジルの強みは現代化された強力な海軍、そして数々の戦争を戦い抜いた経験豊富な陸軍だった。それまで、ほかの南米諸国は本物の海軍や正規軍を有しなかった。ロサスやオリベの軍勢は支持者のカウディーリョから借りた非正規軍が大半であった。その10年後でもアルゼンチンは戦場に6千の軍勢しか出せなかった。また、ブラジルはロサスの戦略を採用して、ロサスの政敵に資金援助を与えてロサスを弱体化させようとした。

### 反ロサス同盟

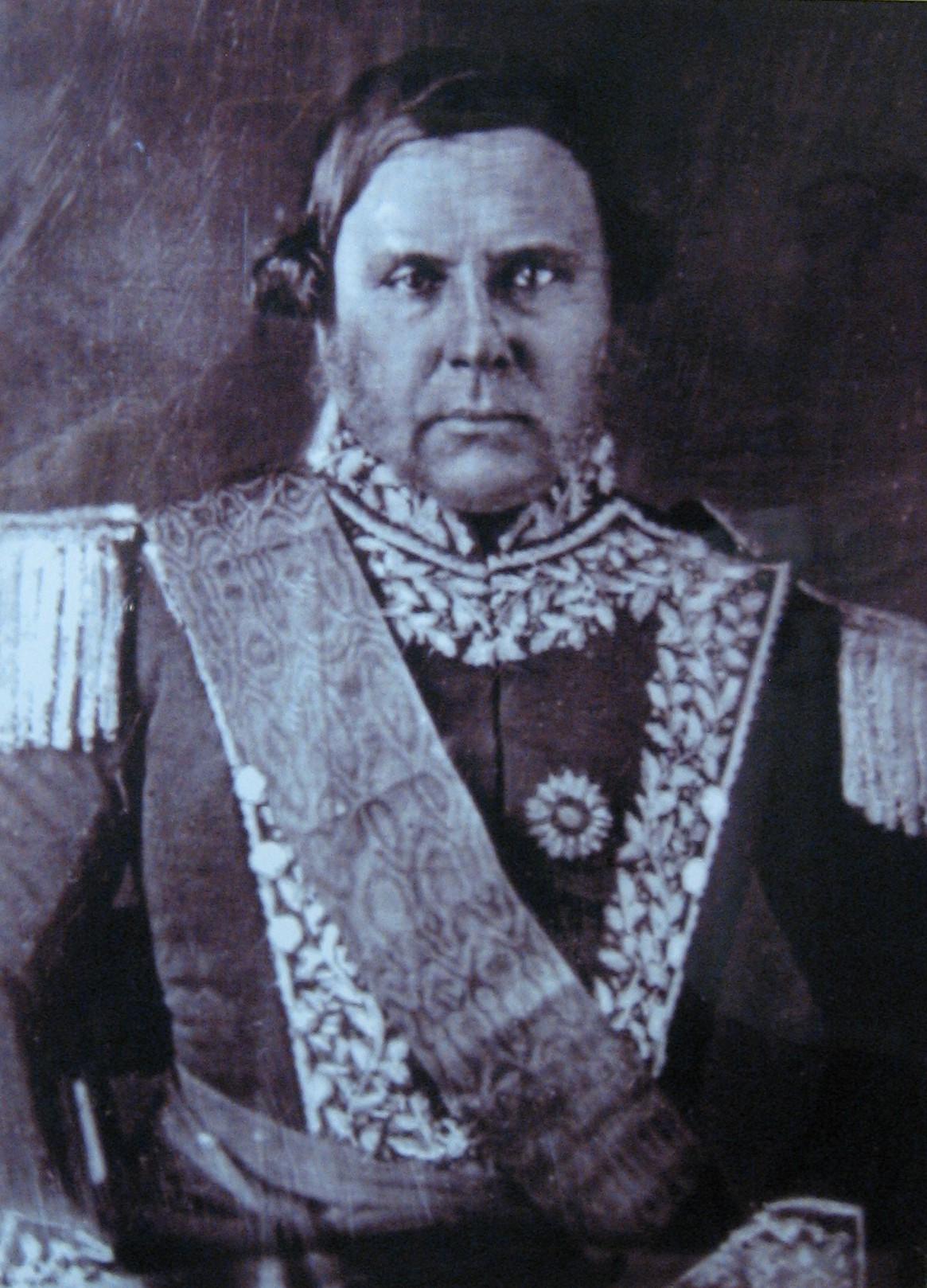
フスト・ホセ・デ・ウルキーサ、エントレ・リオス州知事。

ブラジル政府は反ロサス同盟の結成に動き、全権代表オノリオ・エルメト・カルネイロ・レオン（後にパラナ侯爵）と補佐官のジョゼ・マリア・ダ・シウヴァ・パラーニョス（後にリオ・ブランコ子爵）率いる代表団を派遣した。その結果、ブラジルはボリビアと条約を締結した。ボリビアは国境の守備を強化してロサスによる攻撃を止めることに同意したが、対アルゼンチン戦争で軍を派遣することは拒否した。
孤立主義をとったパラグアイとの接近はより難しかった。しかし、ブラジルが1844年にパラグアイの独立を正式に承認すると（初の外国による独立承認）、両国は急接近した。ブラジル駐パラグアイ大使ジョゼ・アントニオ・ピメンタ・ブエノはパラグアイ大統領カルロス・アントニオ・ロペスの顧問官に就任するまで至った。1850年12月25日にはブラジルとパラグアイの防衛同盟が締結され、ロペスが軍馬の提供に同意した。しかし、エントレ・リオス州知事フスト・ホセ・デ・ウルキーサが1839年と1845年にウルグアイに侵攻したため、パラグアイはウルキーサがパラグアイを併合しようとすると考え、軍隊の派遣を拒否した。
ブラジルはウルグアイ内戦にも介入した。カシアス伯爵ルイス・アルヴェス・デ・リマ・エ・シルヴァがリオグランデ・ド・スル州知事に就任、同州に駐留したブラジル陸軍4個師団の指揮を執った。1849年より、ブラジル政府はモンテビデオで包囲されていたコロラド党の政府に直接援助を与え、1850年9月6日にはウルグアイ代表アンドレス・ラマスがイリネウ・イヴァンジェリシュタ・デ・ソウサ（後にマウア子爵）と協定を締結、ソウサの銀行を経由してコロラド党政府に送金した。ブラジルは2年以上秘密裏にコロラド党を支援したが、1851年3月16日には公的にコロラド党政府への支持を表明した。アルゼンチン政府はこれをみて動員を開始、戦争を準備した。
ブラジルはアルゼンチン国内の反ロサス勢力にも接触した。1851年5月1日、まだフスト・ホセ・デ・ウルキーサの統治が続いていたエントレ・リオス州はロサスに対し、「ブエノスアイレス知事に委ねられた主権と権力の行使権を取り戻すことが人民の望みである」と宣言した（ウルキーサ宣言）。ベンハミン・ビラソロが統治したコリエンテス州も同様に宣言した。ブラジルは両州の蜂起を支持、資金援助を行った。ウルキーサがロサスを裏切った理由は長期間の敵対によるものだった。ロサスは1845年以降、ウルキーサが自身の打倒をもくろんでいると疑って彼を失脚させようとした。これがブラジルによる軍事介入の引き金になり、ブラジルは艦隊をラ・プラタ地域に派遣、モンテビデオ港の近くを基地とした。ブラジル独立戦争とシスプラティーナ戦争を戦ったイギリスのジョン・パスコー・グレンフェル海軍少将が艦隊の指揮官に任命された。艦隊は5月4日にモンテビデオに到着した。艦隊の構成はフリゲート1隻、コルベット7隻、ブリッグ3隻、蒸気船6隻だった。なお、1851年時点のブラジル海軍は武装帆走軍艦36隻、武装蒸気船10隻、非武装帆走艦7隻、帆走輸送船6隻を有していた。
1851年5月29日、ウルグアイ、ブラジル、エントレ・リオス州とコリエンテス州が反ロサス同盟を結成した。同盟条約では同盟の目的をウルグアイの独立を守ること、ウルグアイの平和回復、そしてオリベの軍勢の追放と定めた。ウルキーサがアルゼンチン軍を指揮、エウヘニオ・ガルソンがコロラド党の軍勢を指揮した。両軍ともにブラジルからの資金援助と軍事援助を受けた。
その後、1851年8月2日にはブラジルの第6散兵大隊300人で構成された派遣軍の初動部隊がウルグアイに上陸、セロ港（Fuerte del Cerro）を守備した。ロサスは8月18日にブラジルに宣戦布告した。

## 同盟軍のウルグアイ侵攻
カシアス伯爵率いるブラジル軍16,200人は1851年9月4日にリオグランデ・ド・スル州とウルグアイの国境を越えた。彼の軍勢は4個師団（歩兵6,500人、騎兵8,900人、砲兵800人、大砲26門）で構成された。これはブラジル陸軍（37,000人）の4割以上を占めた。また、カシアス伯爵は4千人をブラジルに残して国境を守備させた。
ウルグアイに侵入したブラジル軍は三手に分かれた。本軍はカシアス自ら率いた第1師団と第2師団（約12,000人）でサンタナ・ド・リヴラメントから進軍した。ほかにはダヴィド・カナバロ率いる第4師団がクアライから進軍してカシアスの右翼を守り、ジョゼ・フェルナンデス准将（José Fernandes）率いる第3師団がジャグアランから進軍してカシアスの左翼を守った。ウルグアイ領フルトゥオーソ（Frutuoso）に到着した直後、カナバロ率いる第4師団がカシアスと合流した。そして、フェルナンデス率いる第3師団はモンテビデオに到着する直前にカシアスと合流した。

### オリベの敗北
一方、ウルキーサとガルソンの軍勢はモンテビデオ近くでオリベの軍勢を包囲した。同盟軍の軍勢は約1万5千人で、オリベの8,500人をはるかに上回った。さらにブラジル軍が接近してきたため、オリベは勝ち目がないと悟り、10月19日に戦闘せずに降伏した。その後、オリベはパソ・モリーノに隠棲した。
ブラジル艦隊はラプラタ川とその支流に散らばってオリベの敗残兵がアルゼンチンに逃亡することを防いだ。ウルキーサはグレンフェルに捕虜の殺害を提案したが、グレンフェルはそれを拒否した。結局、捕虜たちは殺害されず、アルゼンチン人はウルキーサの軍勢に、ウルグアイ人はガルソンの軍勢に編入された。
ブラジル軍はそのままブランコ党が支配した領土を簡単に占領し、オリベの残党との小競り合いにも勝利した。11月21日、ブラジル、ウルグアイ、エントレ・リオス、コリエンテスの代表は別の同盟を結成、「アルゼンチンの人民をロサス知事の暴政による圧迫から解放する」ことを目的とした。

## 同盟軍のアルゼンチン侵攻

### 同盟軍の進軍

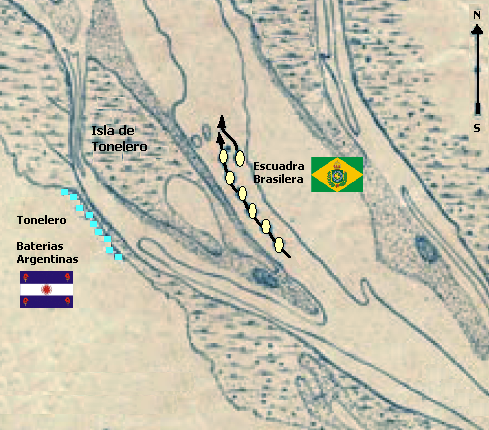
ブラジル帝国海軍がトネレロとアルゼンチンの砲台をかいくぐるときの状況。

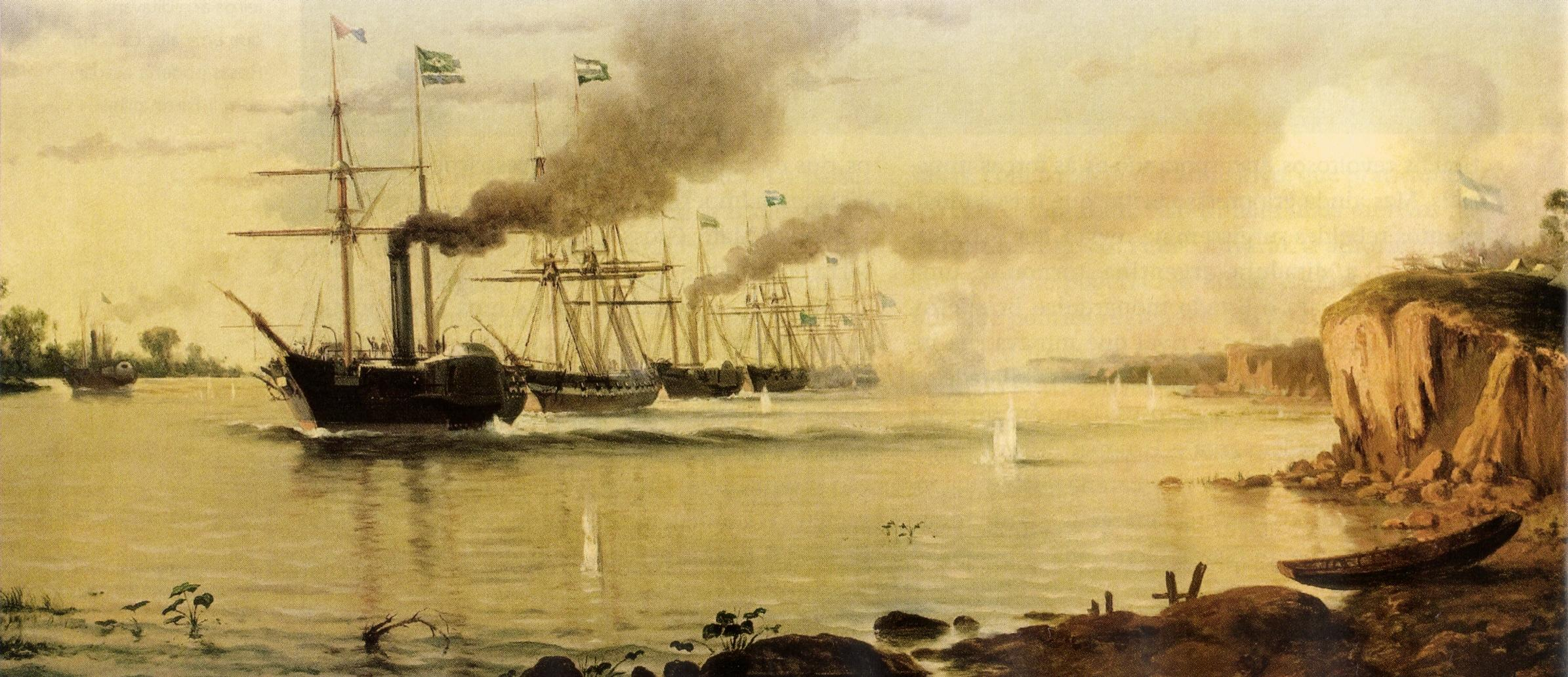
ブラジル艦隊がパソ・デル・トネレロを通過する様子。

オリベが降伏した直後、同盟軍は2部隊に分けた。1つは川を上ってサンタフェ州からブエノスアイレスまで掃討し、もう1つはブエノスアイレス港に直接上陸するという計画だった。前者はウルグアイ軍、アルゼンチン軍、そしてマヌエル・マルケス・デ・ソウサ（後にポルト・アレグレ伯爵）率いるブラジル第1師団で構成され、ウルグアイ南部でブエノスアイレスからみてラプラタ川の対岸にあるコロニア・デル・サクラメントを基地とした。
1851年12月17日、蒸気船4隻、コルベット3隻、ブリッグ1隻で構成された、グレンフェル率いるブラジル小艦隊はパソ・デル・トネレロの戦いでパラナ川を力づくで通過した。アルゼンチン軍はアセベドの崖近くのパソ・デル・トネレロで強力な防御線を築き、ルシオ・ノルベルト・マンシリャ率いるライフルマン2,000人と大砲16門が守備に就いた。アルゼンチン軍はブラジル艦隊と交戦したが、艦隊の通過を防ぐことに失敗した。翌日、ブラジル艦隊は戻ってトネレロの防御線を突破、ソウサの軍勢の残りを上流のグアレグアイチューに向けて輸送した。ブラジル艦隊が2度も現れたことで、マンシリャ率いる守備軍は同盟軍が上陸して自軍を後ろから攻撃するつもりであると勘違いして混乱に陥り、大砲も放棄して撤退した。
同盟軍はグアレグアイチューの集合場所への進軍を継続した。ウルキーサ率いる騎兵はモンテビデオから陸路で進軍、一方歩兵と砲兵はブラジル艦隊に輸送されてウルグアイ川を上った。合流の後、同盟軍は西へ進軍、1851年12月中にパラナ川東側のディアマンテに到着した。ガルソン率いるウルグアイ軍はブラジル艦隊に輸送されてポトレロ・ペレス（Potrero Perez）に到着した後、陸路で行軍して1851年12月30日にディアマンテに到着した。ここに同盟軍の全軍が再集結した。
同盟軍はディアマンテから派遣隊を送り、パラナ川の対岸にあるサンタフェで上陸した（パラナ川渡河）。同地域にいたアルゼンチン連合の軍勢は抵抗もせずに逃亡した。同盟軍（ウルキーサは正式には「南アメリカの大軍」と呼称した）はブエノスアイレスに向けて進軍した。
一方、カシアス率いるブラジル軍の主力（約12,000人）はコロニア・デル・サクラメントに残った。カシアスは蒸気船ドン・アフォンソ（Dom Afonso）に乗船してブエノスアイレス港に入り、上陸地点を視察した。彼はそこで駐留していたアルゼンチン小艦隊との戦闘を予想したが、アルゼンチン艦隊は何もせず、彼はコロニア・デル・サクラメントまで安全に戻り、攻撃を計画した。しかし、同盟軍がカセーロスの戦いで勝利したとの報せが届いたため、攻撃は取り消された。

### ロサスの敗北

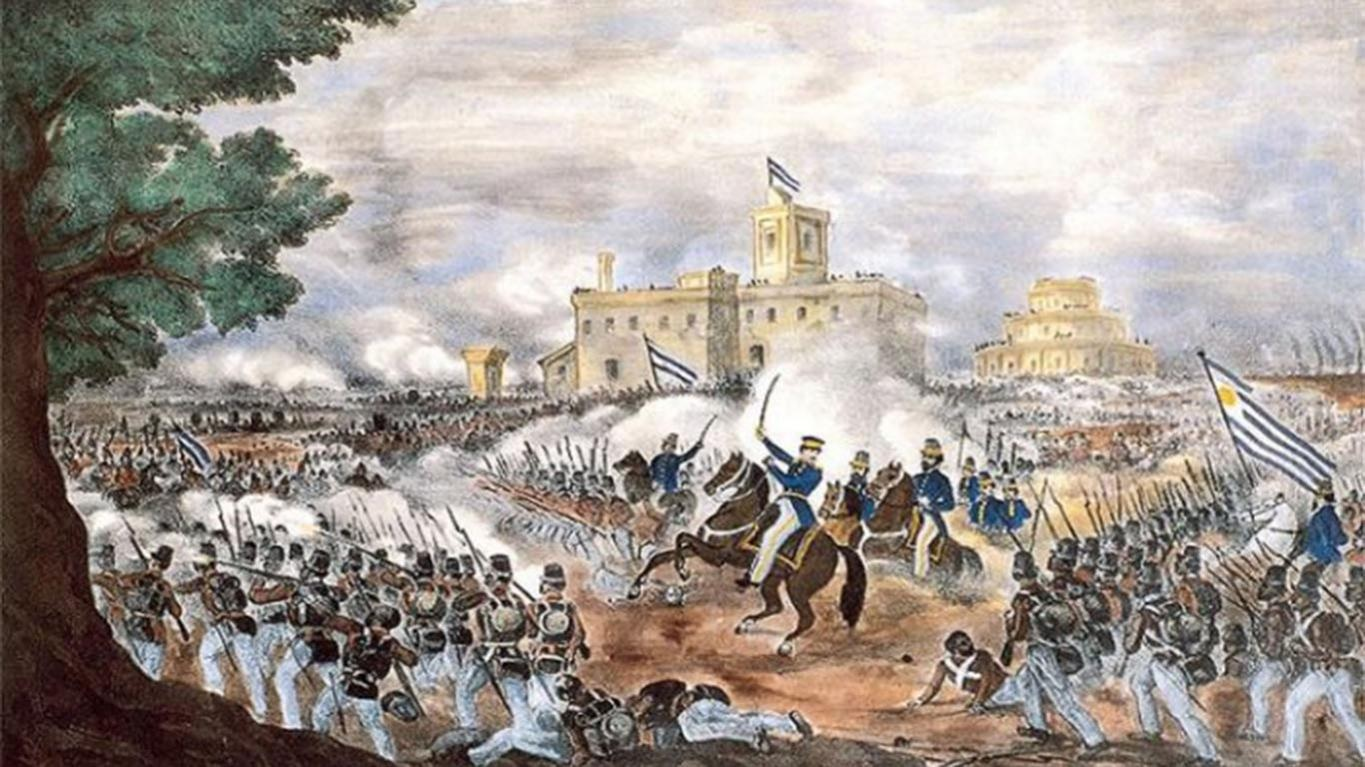
カセーロスの戦い

同盟軍が陸路でブエノスアイレスに向けて進軍している間、カシアス率いるブラジル軍は支援として海路からの攻撃を計画した。1852年1月29日、同盟軍の後衛はカンポ・デ・アルバレスの戦いでアンヘル・パチェコが同盟軍の進軍を遅らせるために派遣した、大佐2人率いるアルゼンチン軍4千を撃破した。パチェコは撤退した。その2日後、パチェコ自ら率いた部隊はマルケス橋の戦いで同盟軍の2個師団に撃破された。2月1日、同盟軍はブエノスアイレスからあと約9kmのところまで着いた。翌日には両軍の後衛の間で小競り合いがおき、アルゼンチン軍の撤退に終わった。

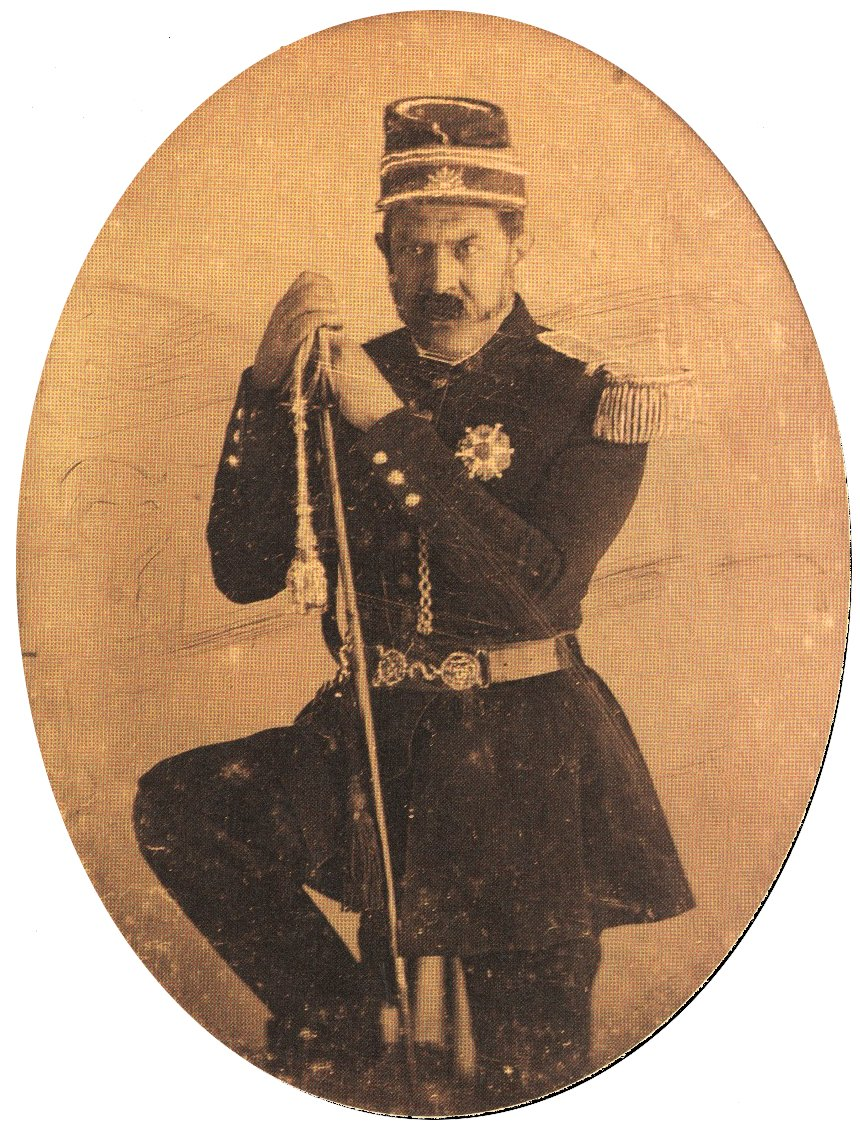
ドミンゴ・ファウスティーノ・サルミエント（後にアルゼンチン大統領）。この写真では1852年にペトロポリスに逃亡した際、ペドロ2世から贈られていた南十字勲章を身につけている。

2月3日、同盟軍はロサス自ら率いるアルゼンチン本軍に遭遇した。名目上では両軍の勢力が近かった。同盟軍はアルゼンチン軍20,000、ウルグアイ軍2,000、ブラジル軍の精兵4,000であり、内訳は騎兵16,000、歩兵9,000、砲兵1,000、大砲45門だった。アルゼンチン側は騎兵15,000、歩兵10,000、砲兵1,000、大砲60門だった。ロサスはモロンの逆側、カセーロスの山にある高地という有利な位置に陣地を構え、本部をカセーロスの山頂にある館に設けた。
同盟軍の指揮官はソウサ、マヌエル・ルイス・オソリオ（後にエルヴァル侯爵）、ホセ・マリア・ピラン、ウルキーサ、ガルソンが1851年12月に急死した後の後任であるホセ・ミゲル・ガラン、そしてアルゼンチンの統一党を率いたバルトロメ・ミトレとドミンゴ・ファウスティーノ・サルミエントである。これらの指揮官は作戦会議を開いて、攻撃開始を命じた。両軍の前衛はほぼその直後に戦闘を開始した。
カセーロスの戦いは同盟軍の決定的な勝利に終わった。同盟軍は不利な陣地で戦闘を開始したが、一日中続いた戦闘でロサスの軍勢を殲滅した。ロサスは同盟軍が本部まで攻め込む数分前に戦場から離れた。彼は海員に扮してイギリス駐ブエノスアイレス大使ロバート・ゴア（Robert Gore）を探し出し、亡命を求めた。ゴアはロサスとロサスの娘マヌエラ・ロサスをイギリスに逃亡させることに同意した。ロサスはその後、1877年に死去するまでイギリスに滞在した。公的記録では同盟軍の死傷者を600人とし、アルゼンチン軍の損害を死傷者1,400人、捕虜7,000人とした。しかし、戦闘の長さと規模を鑑みると、過小評価の可能性がある。
同盟軍はブエノスアイレスで勝利の行進を行った。中でもブラジル軍は25年前のイトゥサインゴの戦いの仕返しとばかりに、イトゥサインゴの戦いの日付である2月20日に勝利の行進を行うことを堅持した。ブエノスアイレスの住民は恥と敵意を感じながら、沈黙してブラジル軍の行進を見たという。

## 影響

### ブラジル

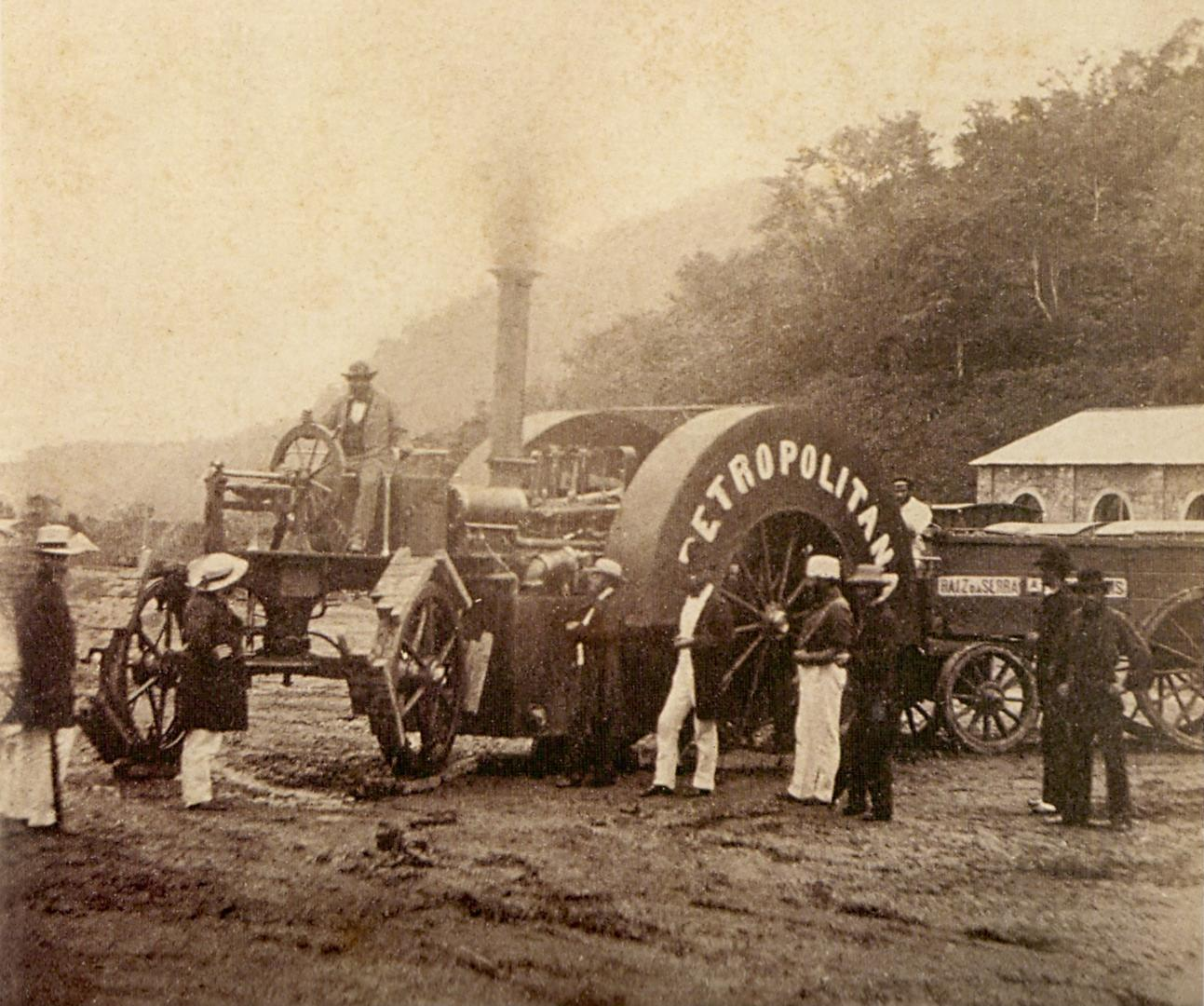
マウア鉄道の機関車試運転、1856年。ラ・プラタ戦争での勝利によりブラジル帝国内部が安定したため、このような発展が可能になった。

カセーロスの戦いはブラジルにとって、重要な勝利であった。パラグアイとウルグアイの独立が確定し、アルゼンチンのリオグランデ・ド・スル侵攻が阻止された。ブラジル帝国は3年間の努力でアルゼンチン人の悲願であった旧リオ・デ・ラ・プラタ副王領再建の望みを潰した。ブラジルの陸軍と海軍は当時の大国であった英仏両国の海軍をもってして成しえなかったことを成したのであった。これは同地域の歴史の分水嶺になった。というのも、ラ・プラタ戦争でブラジル帝国のラ・プラタ地域に対する覇権が始まっただけでなく、ブラジルの歴史家J・F・マヤ・ペドロサによると、南米全体での覇権の始まりにもなった。18年後のパラグアイ戦争もブラジルの覇権の再確認にすぎなかった。
イスパノアメリカ諸国は北のメキシコから南のアルゼンチンまで、いずれもクーデター、反乱、独裁政治、政情不安、経済の不安定、内戦、分離主義に悩まされた。一方、ブラジルでは戦争を通じて立憲君主制を強化、内部の反乱を阻止した。それまで問題を起こしていたリオグランデ・ド・スル州が積極的に戦争に参加したため、同州の住民のブラジル人としての意識が増し、分離主義の勢いが減じて、ブラジルとの一体化が進んだ。ブラジル内部が安定したことで、国際での地位も上昇した。同時期にはアメリカ合衆国も頭角を現してきたが、合衆国は国境を定めている最中であった。ヨーロッパ列強はブラジル帝国を内戦と独裁に苦しめられた大陸における例外として受け入れた。ブラジルは経済、科学、文化の繁栄期に入り、この時期は1850年から帝政廃止の1889年まで続いた。

### アルゼンチン

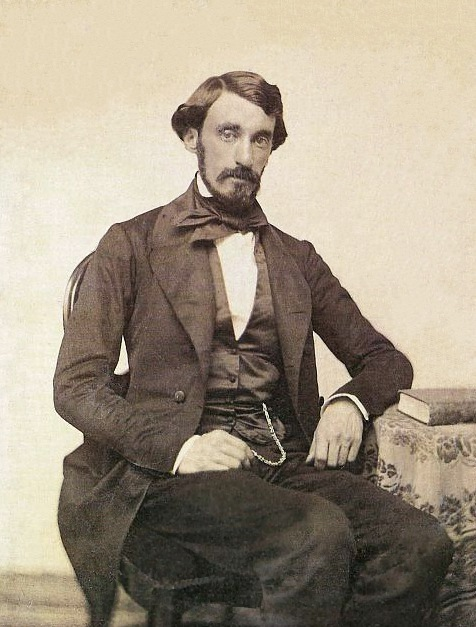
バルトロメ・ミトレ、1854年。ミトレはブエノスアイレスを率いてアルゼンチン連合に対抗、1861年のパボンの戦いに勝利してアルゼンチンを再統一した。

カセーロスの戦いの直後、サン・ニコラス協定が締結された。協定の目的はアルゼンチン連合の連邦協定の規定に基づき、サンタフェで制憲会議を招集することだった。この協定はブエノスアイレス州の権力と影響力をほかの州と同程度に低減させたため、同州は協定を受け入れず、連合から脱退した。これによりアルゼンチンは2つの独立国に分裂、2国は主導権を争った。この内戦ではウルキーサ率いるアルゼンチン連合の連邦党とブエノスアイレス自治派が争った。内戦は1861年のパボンの戦いでブエノスアイレス派のバルトロメ・ミトレがアルゼンチン連合に決定的に勝利したことで終結を迎え、1862年にはミトレが統一アルゼンチン共和国の初代大統領に当選した。

### パラグアイとウルグアイ
ラ・プラタ地域の河川が航行できるようになったことで、パラグアイはヨーロッパの技師とブラジルの専門家と契約して自国を発展させることができるようになった。外界との連絡ができるようになったことで、パラグアイはより先進的な軍事技術を輸入できるようになり、独裁者カルロス・アントニオ・ロペスは1850年代の大半を通じて、パラグアイ川の自由航行を狙ったブラジル船を妨害した。ロペスはマットグロッソ州がブラジルからの侵攻の基地になることを恐れたのであった。また、同地域ではパラグアイとブラジルの間の領土紛争もあった。さらに、アルゼンチンとの国境線制定も難航した。アルゼンチンはグランチャコ地域の全体を要求したが、この条件を飲むにはパラグアイが国土の半分を割譲する必要があったため、到底受け入れられるものではなかった。
ラ・プラタ戦争の終結はラ・プラタ地域の紛争を終わらせはしなかった。ウルグアイには平和が訪れず、ブランコ党とコロラド党の抗争で不安定のままだった。国境紛争、党派間の抗争、そして地域と内部の影響力を強める試みはウルグアイ戦争の引き金になり、後のパラグアイ戦争をも引き起こした。